# High (Lied)
High ist ein Song des britischen Singer-Songwriters James Blunt und die erste Singleauskopplung seines Debütalbums Back to Bedlam. Für Text und Musik waren James Blunt und der schottische Singer-Songwriter Ricky Ross verantwortlich. Die Erstveröffentlichung war auf den 18. Oktober 2004 datiert.
Im Oktober 2005 wurde die Single wiederveröffentlicht, resultierend aus dem großen weltweiten Erfolg der Single You’re Beautiful sowie des Albums Back to Bedlam. Die Erstveröffentlichung enthält außerdem den Song Sugar Coated. Auf den diversen Versionen der Wiederveröffentlichung befinden sich außerdem ein Live-Cover von In A Little While (Original von U2), der selbstgeschriebene Song Butterfly sowie eine akustische Version seines Songs You’re Beautiful.

## Besetzung
- James Blunt: Gitarre, Klavier, Marimba, Gesang
- Mike Tarantino: Leadgitarre
- Mr. Nau: Wurlitzer
- Sasha Krivstov: Bass
- Charlie Paxon: Schlagzeug
- Tom Rothrock: Produktion
- Jimmy Hogarth: Produktion

## Kommerzieller Erfolg

### Chartplatzierungen
| ChartsChartplatzierungen       | Höchstplatzierung | Wochen |
| ------------------------------ | ----------------- | ------ |
| Deutschland (GfK)              | 22 (9 Wo.)        | 9      |
| Österreich (Ö3)                | 13 (18 Wo.)       | 18     |
| Schweiz (IFPI)                 | 15 (16 Wo.)       | 16     |
| Vereinigte Staaten (Billboard) | 100 (1 Wo.)       | 1      |
| Vereinigtes Königreich (OCC)   | 16 (22 Wo.)       | 22     |

### Auszeichnungen für Musikverkäufe
| Land/Region                  | Auszeichnungen für Musikverkäufe (Land/Region, Auszeichnung, Verkäufe) | Verkäufe |
| ---------------------------- | ---------------------------------------------------------------------- | -------- |
| Italien (FIMI)               | —                                                                      | 30.000   |
| Vereinigtes Königreich (BPI) | Silber                                                                 | 200.000  |
| Insgesamt                    | 1× Silber ·                                                            | 230.000  |

Hauptartikel: James Blunt/Auszeichnungen für Musikverkäufe